# قلعة ملبورن
قلعة ملبورن هي قلعة من القرون الوسطى في ملبورن ، ديربيشاير . تم بناؤها في موقع قصر ملكي سابق كان يوفر أماكن إقامة لصيد النبلاء في حديقة ملكية قريبة في عهد الملك جون . بدأ بناء القلعة في عام 1311 من قبل توماس ، إيرل لانكستر الثاني ، واستمر البناء حتى عام 1322 ، قبل فترة قصية من إعدامه ، لكن العمل لم يكتمل.
منذ أوائل القرن الرابع عشر ، كانت قلعة ملبورن بشكل أساسي في حيازة إيرلز ودوقات لانكستر أو التاج . تم إجراء تحسينات وإصلاحات ، لا سيما من قبل جون غونت ، وكان المبنى في حالة جيدة بشكل عام طوال القرن الخامس عشر وأوائل القرن السادس عشر. ظل جون الأول ، دوق بوربون ، في ملبورن لمدة 19 عامًا بعد أسره في معركة أجينكور عام 1415 ، واعتبرت القلعة سجنًا محتملاً لماري ، ملكة اسكتلندا ، على الرغم من الأحداث التي أدت إلى سجنها في مكان آخر.
كانت القلعة في حالة تدهور بنهاية عهد إليزابيث الأولى . على الرغم من أن الأعمال الحجرية كانت سليمة ، إلا أن الحد الأدنى من الصيانة أدى إلى تدهور كبير في أجزاء أخرى من الهيكل. تم شراء القصر في عام 1604 من قبل هنري هاستينغز ، إيرل هانتينغدون الخامس ، الذي كان له قلعته الخاصة في أشبي دي لا زوش القريبة من القلعة. ثم تم هدم ممتلكات ملبورن واستخدامها كمصدر لمواد البناء. كل ما تبقى من قلعة ملبورن اليوم هو جزء من جدار حوالي 15 م (50 قدم) طويل و 4 م (13 قدم) عالية وبعض الأساسات ؛ لم يُعرف أي شيء عن التصميم الداخلي للمبنى السابق. المعلم مدرجة من الدرجة الثانية والموقع نصب تذكاري مجدول . لا يمكن للعاموم الدخول للقلعة.

## خلفية
ملبورن هي مدينة في جنوب ديربيشاير بالقرب من نهر ترينت ، والتي ربما مرتبطة بالقصر الملكي في الجنوب من المستوطنة القريبة في كينغز نيوتن .  شيدت قلعة ملبورن في موقع قصر مزرعة سابق غير معروف التاريخ. هناك تقليد قديم مفاده أن القصر تم إنشاؤه في الأصل في حوالي عام 900 ، في عهد ألفريد الكبير ، ولكن لا يوجد دليل على ذلك.  كما هو مسجل في كتاب يوم القيامة ، فإن قصر ملبورن وأراضيها كانت ملكًا للملك إدوارد المعترف قبل الفتح النورماندي . انتقلت الملكية بعد ذلك إلى ويليام الأول ملك إنجلترا .  بعد إنشاء أبرشية كارلايل عام 1133 ، أعطى هنري القصر لمدى الحياة لأثلولد ، أول أسقف . في وقت لاحق ، قامت الأبرشية ببناء قصر قريب في موقع ما يعرف الآن بقاعة ملبورن .  عندما توفي المطران أوثلولد في حوالي عام 1156 ، عاد القصر إلى التاج. 

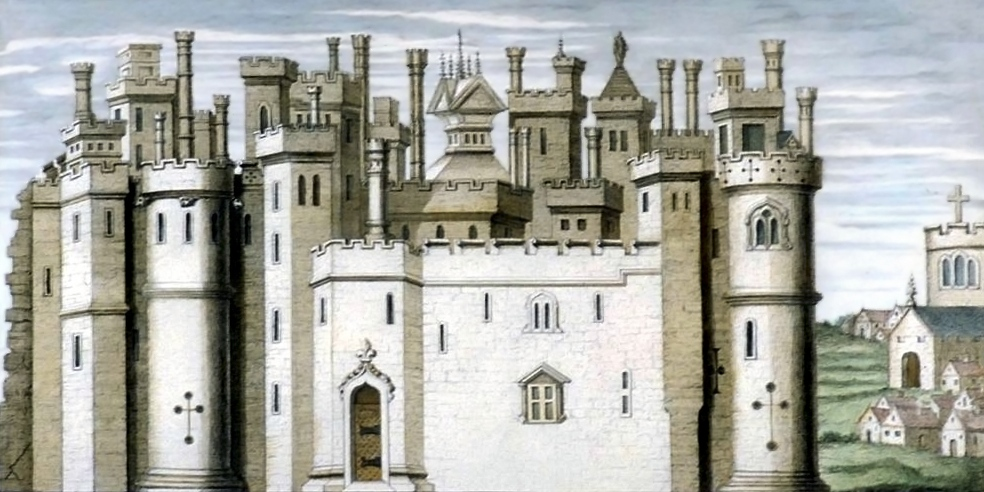
طبعة عام 1733 لرسم من حوالي عام 1580

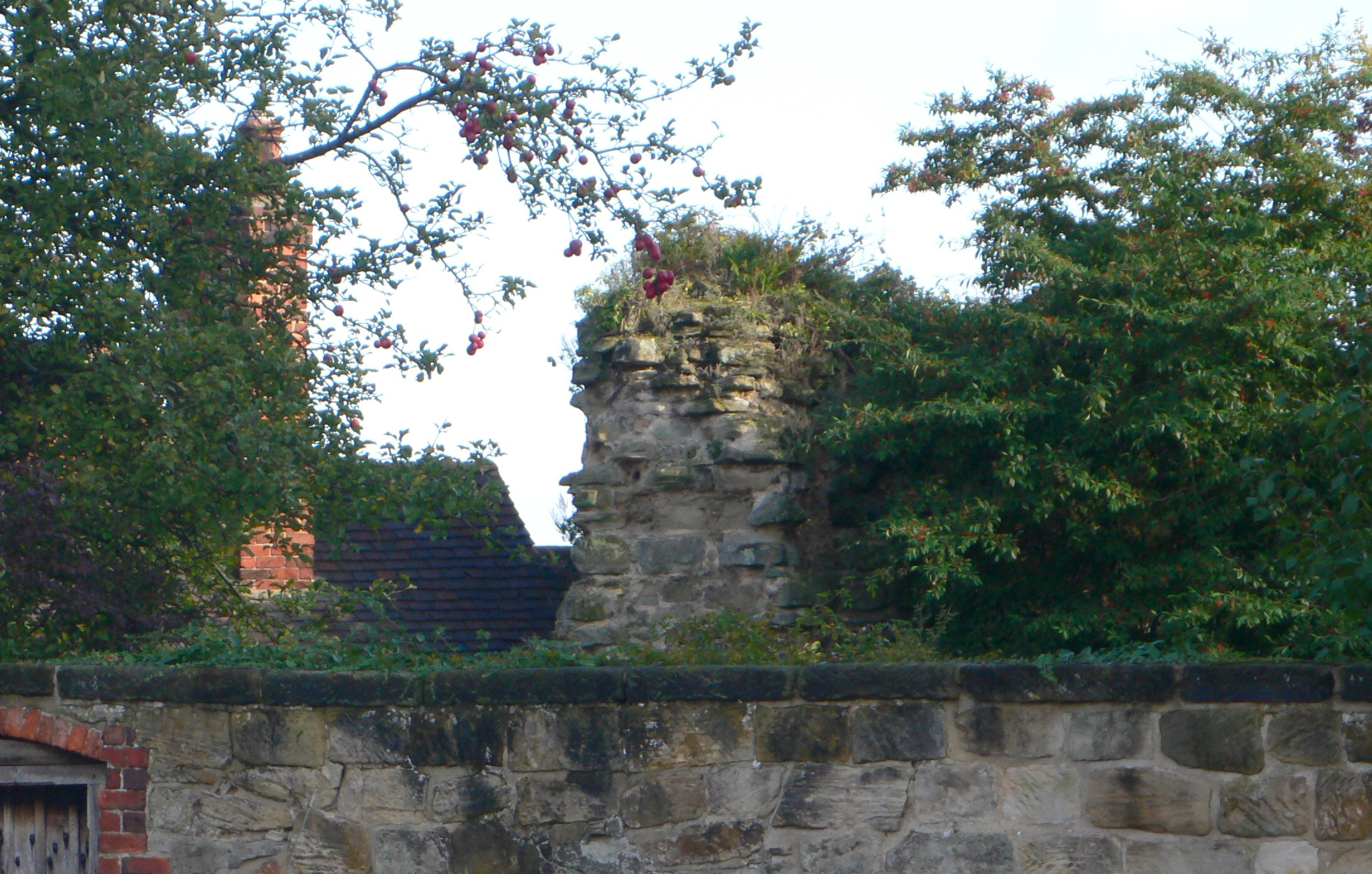
منظر نهائي لقسم الجدار الباقي

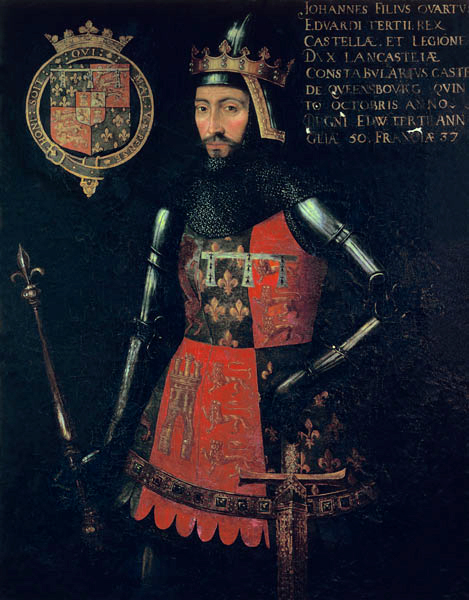
قام John of Gaunt بإدخال تحسينات كبيرة على القلعة في أواخر القرن الرابع عشر.

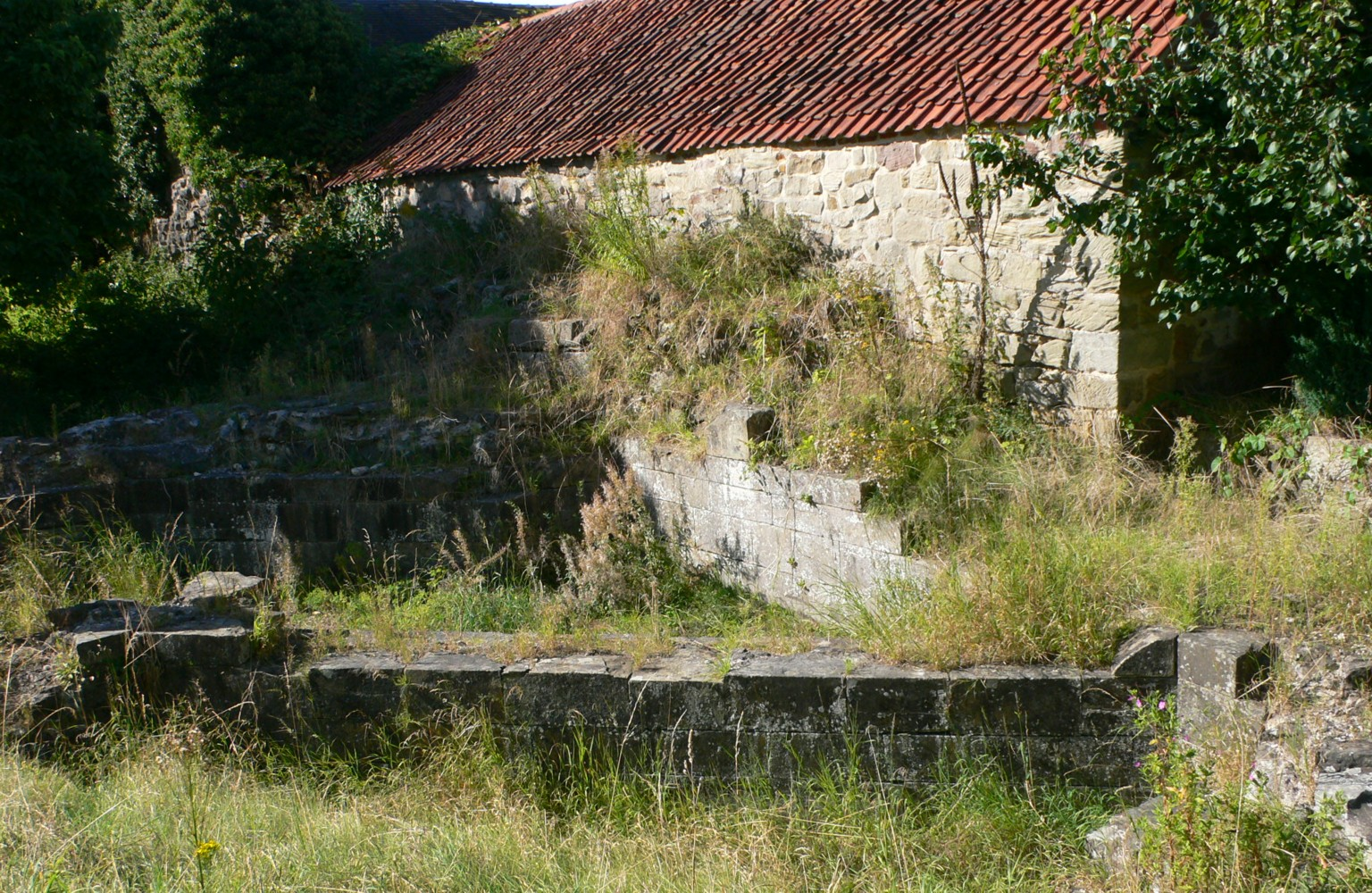
اساسات البرج (المقدمة)